# Tina Lengar Verovnik
Tina Lengar Verovnik, slovenska jezikoslovka, * 28. april 1974, Slovenj Gradec.
Predava na Fakulteti za družbene vede Univerze v Ljubljani.

## Življenje in delo
Osnovno šolo in dva letnika srednje šole je zaključila na Ravnah na Koroškem, šolanje pa nadaljevala na II. gimnaziji v Mariboru. Na Filozofski fakulteti Univerze v Ljubljani je študirala slovenistiko in splošno jezikoslovje.
Diplomirala je leta 1999 z nalogo Kolokacijske posebnosti knjižne slovenščine, leta 2002 je dosegla magistrsko stopnjo z nalogo Dinamika knjižnojezikovne norme, leta 2010 pa je doktorirala (pod mentorstvom Monike Kalin Golob) z disertacijo Radijski novinarski dvogovorni žanri kot okvir jezikovnih izbir novinarjev.
Od leta 2001 je zaposlena na Fakulteti za družbene vede v Ljubljani kot docentka za slovenski jezik. Od leta 2014 je zaposlena tudi na Inštitutut za slovenski jezik Frana Ramovša ZRC SAZU, kjer je znanstvena sodelavka na Inštitutu za slovenski jezik Frana Ramovša in dela v pravopisni sekciji kot članica Pravopisne komisije.
Kot gostujoča profesorica je predavala predmeta Norma govorjene slovenščine na Inštitutu za slavistiko [Univerza v Celovcu|Univerze v Celovcu]] (v študijskem letu 2013/14) in Besedotvorje (2015/16).

## Pomembnejša dela
- ŠUSS (2001)
- Gradivo za vaje iz Skladnje SKJ (2005)
- Jezikovni obronki (2005)
- Jezikovne trajnice (2012)
- Članek Spol med družbo, jezikovno rabo in predpisom (2019)
- Članek Vejica v pravopisu (2018)